# 藤之寺
藤之寺（ふじのてら）は、兵庫県神戸市兵庫区兵庫町にある浄土宗の仏教寺院。

## 歴史
寺伝によると、もとは北風家が佐比江に神功皇后から賜った御手形を御霊として主神に、相殿に春日明神を祀る社を建立し、奉仕する社僧のいた真言宗西光院であった。のちに浄土宗の西光寺と改めた。
北風家４４代白藤彦七郎惟村（後に喜多風貞村：西光院春誉浄観居士）の菩提寺が嚆矢であり、当寺は北風家が改姓前の白藤と称する頃の宅地であった。堂の前に紫藤を植えたことにより俗に「藤の寺」と呼ばれた。
- 兵庫津の元禄5年（1692年）の「寺社改帳」では、文安4年（1447年）音誉勢観上人の開基とし、迎接院藤の寺といったとある。「迎接（がうせふ（吾郞切（中国語版））、がうせつ（慣用音）、ぎゃうせふ（呉音）、ぎゃうせつ（慣用音）、げいせふ（漢音）、げいせつ（慣用音））」と、送迎接待の意味の漢語・仏教語。
- 延宝の記録では、慶長19年（1614年）片桐且元の除地証文を得て西光寺と称したとあり、本寺のほかに子坊が7つもあったが、のち退転して本寺だけとなる。
- 明治元年（1868年）一時廃寺となる[2]。
- 明治2年（1869年）7月に再興を許されて藤之寺と改める。
- 昭和20年（1945年）3月の神戸大空襲で全焼。
- 昭和30年（1955年）望月信成上人が大和の當麻寺の援助を得て、本堂を再建[3]。
- 昭和59年（1984年）英成上人が庫裏を再建。[1]

以前は明治20年ごろ開山上人を記念して植えた「園の藤」という名高い藤の木があり、明治時代には毎年来迎会が行なわれ、二十五菩薩の行列には信者がにぎわった。

## 交通アクセス
- JR神戸線神戸駅より、南西に徒歩11分。
- JR神戸線兵庫駅より、北東に徒歩12分。